# جليلة أم سامي
جليلة أم سامي (تعرف بجليلة العراقية) ( 1896 - 1960) هي مغنية عراقية قديمة من المشاهير في زمنها، بدأت الغناء في مقهي «زكي بن عزاوي» والذي غني به كبار المطربين والمطربات آنذاك.(1921- 1932) والذي تحول بعد ذلك إلي أوتيل المنير.تميزت أم سامي بغناء الأبوذية والمواويل الحزينة وابدعت في الغناء الريفي والبستات والمقامات بشكل احترافي، البعض يصفها بالمطربة المنسية ، 

## مسيرتها
هناك من يصفها بــ" صاحبة الجمال والصوت الباهر" ، انتقلت من الغناء في المقاهي إلي الغناء في أرقي الملاهي في بغداد آنذاك ، تعاقدت معها بعض الشركات وسجلت لها مجموعة من الأغاني ما زالت باقية حتي الآن.

## أعمالها
من أشهر أغانيها:
- "راح ولفي"
- " وين يا قلب"
- " صابني شر"
-" أبوذية لامي"
- " يا حلو يا ابو السدارة"
- " اندهيه للولد ندهيه"
- " لاناشد القبطان".